# قبرستان لمبران
قبرستان لمبران مربوط به سده‌ها متاخر دوران‌های تاریخی پس از اسلام است و در شهرستان ورزقان، بخش مرکزی، دهستان سینا، ۵۰ متری شرق روستای لمبران واقع شده و با شمارهٔ ثبت ۲۶۶۱۰ به‌عنوان یکی از آثار ملی ایران به ثبت رسیده است.